# Gelastocephalus
Gelastocephalus är ett släkte av insekter, som ingår i familjen kilstritar.
Släktet omfattar tre arter enligt Catalogue of Life::
- Gelastocephalus jacobii
- Gelastocephalus ornithoides
- Gelastocephalus semicarinatus